# Kimmo Kinnunen
Kimmo Kinnunen (Finlandia, 31 de marzo de 1968) fue un atleta finlandés, especializado en la prueba de lanzamiento de jabalina en la que llegó a ser campeón mundial en 1991.

## Carrera deportiva
En el Mundial de Tokio 1991 ganó la medalla de oro en el lanzamiento de jabalina, con una marca de 90.82 metros, quedando en el podio por delante de su compatriota el también finlandés Seppo Räty y el soviético Vladimir Sasimovich.
Y dos años después, en el Mundial de Stuttgart 1993 ganó la plata, tras el checo Jan Zelezny y por delante del británico Mick Hill.